# Serge Racine
Serge Racine (9 de outubro de 1951) é um ex-futebolista profissional haitiano que atuava como defensor.

## Carreira
Serge Racine fez parte do elenco histórico da Seleção Haitiana de Futebol, na Copa do Mundo de 1974, ele teve duas presenças.

## Ligações Externas
- Perfil em Fifa.com (em inglês)